# 无双宫
无双宫是英国国王亨利八世于1538年为庆祝其登基30周年和爱德华王子出生而下令建造的宫殿，位于伦敦南郊萨里郡。无双宫在建造时以超越其他宫殿为目标，采用大量繁复的设计与装饰，因此而得名。作为都铎式建筑的代表，它将文艺复兴建筑风格带入英国，于16世纪至17世纪闻名一时，但在英格兰内战后失修并屡次易手，最终在转至第一代克里夫兰女公爵芭芭拉·帕门尔名下后于1682年起逐步拆除，建筑材料被变卖。现今宫殿遗址列入在册古迹，周围的鹿园改为公园。

## 历史
在英格兰宗教改革之后，英国国王亨利八世从解散的修道院中获取了大量收入，希望以宏伟的宫殿来展现王权和威严，因而在1530年代推动了一系列建筑工程。他在约克大主教托马斯·沃尔西失势后将其伦敦居所和乡村别墅没收，分别扩建为怀特霍尔宫和汉普敦宫，又在伦敦中心一处医院旧址上兴建了圣詹姆斯宫。为了庆祝登基30周年，加之王室盼望许久的男性继承人爱德华王子于1537年出生，亨利八世于1538年4月22日下令建造一座新宫殿。
宫殿在工程伊始便获名“无双”（Nonesuch），亨利八世以超越欧洲大陆各国的宫殿作为目标，从法国、意大利、荷兰招募了大批工匠。法国国王弗朗索瓦一世的香波尔城堡此时亦在建设中。亨利八世对弗朗索瓦一世抱持竞争心态，两人曾于1520年举行的金帛盛会上大肆攀比；无双宫的设计上因而模仿了香波尔城堡的一些特色，例如建筑角落的塔楼。宫殿选址定为临近汉普敦宫的萨里郡卡丁顿，亨利八世计划以此处作为休闲狩猎用的居所。为建造宫殿，整座村庄以及堂区教堂都被拆除，而原本的农田则被栅栏围起，改为用于饲养鹿。
建设开始不久，亨利八世便失去了对无双宫的兴趣，仅于1545年到访当地一次；至1547年他去世时，无双宫仍未完全建成，此时工程开销已超过24,000英镑(在2021年超过一千万英镑)。爱德华六世和玛丽一世统治期间均未有对宫殿建设再行投资。玛丽一世因不喜打猎，一度考虑拆除无双宫，后于1556年将其赐予第十二代阿伦德尔伯爵亨利·菲查伦。宫殿在阿伦德尔伯爵手中完工，又由其女婿第一代拉姆利男爵约翰·拉姆利继承。两人进一步装修了建筑，还布置了其花园；但由于财政困难，拉姆利男爵于1592年将无双宫献于伊丽莎白一世，以换取王室出面来免除其欠下的债务。
此后宫殿长期由王室所有，历经伊丽莎白一世、詹姆斯一世、查理一世三代君主。英格兰内战爆发后，查理一世于1649年被处决，英格兰建立共和国，无双宫同其它皇家宫殿一同被国会没收并卖至私人手中。随着王室于1660年复辟，无双宫又归还给查理一世之妻，已是太后的亨利埃塔·玛丽亚，此时宫殿已严重失修。查理二世于1671年将其赠予其情妇芭芭拉·帕门尔，但后者一次也未去过无双宫。当时她因赌博而债台高筑，便于1682年指示拆除宫殿并将建筑材料变卖。至18世纪末，无双宫的痕迹在地面上已荡然无存，而环绕宫殿的鹿园则改为公园。

## 建筑
在其存在的一个世纪间，无双宫被认为是英国诸多宫殿中最为精美的建筑，在当时的文献记录中有大量对无双宫的赞美之词流传。随着其拆除，建筑仅存的断壁残垣也逐渐被掩埋；19世纪后，甚至连其具体位置都已不为人知，无双宫成为民间传说一般的存在。至第二次世界大战后，在一次下水管道施工中，原卡丁顿村的教堂遗迹和墓葬被发现，无双宫才重见天日。对无双宫遗迹的考古发掘于1959年夏季展开，吸引了共约75,000名民众前来围观。
无双宫长377英尺（115），宽202英尺（62），由两座庭院，内庭（Inner Court）和外庭（Outer Court）组成。与其他宫殿相比较，无双宫建筑偏小，与足球场大小相仿。建筑高两层，大部分建筑材料为解散修道院后从拆毁的修道院建筑中回收的石材。内庭二层向里的一整圈墙面上都布设了以灰泥制作的雕塑，配以花卉图案，总长约900英尺（270），高10至20英尺（3.0至6.1）。这些繁复的装饰被认为正是无双宫能获得时人赞誉的原因。无双宫南面的塔楼上采用了古典柱式，是英国目前发现最早的包含这一文艺复兴风格特色的建筑，但整体作为都铎式建筑，仍带有哥特式风格。除去建筑本身的历史价值外，宫殿下方还留有卡丁顿村被拆除时余下的痕迹，为考证中世纪英国农村的生活状况提供了线索。无双宫遗址于1969年获英格兰历史遗产保护局列入在册古迹。

## 脚注

### 注解
1. ↑  译名出自澎湃新闻《文艺复兴时期的水彩画：达·芬奇的地图和大英珍藏的丢勒（存档）。由于百慕大有英语名称相同的岛屿在《世界地名翻译大辞典》中音译作楠萨奇岛，本宫殿或可译为楠萨奇宫。

### 引用
1. ↑  Summerson 1993，第33頁.
2. ↑  Scarisbrick 1997，第501-505頁.
3. 1 2  Historic England 1998.
4. 1 2 3  Glanville 1969.
5. ↑  Summerson 1993，第33-34頁.
6. ↑  Dent 1981，第36-37頁.
7. ↑  Dent 1981，第32頁.
8. ↑  Colvin 1982，第179-180頁.
9. ↑  Dent 1981，第136-137頁.
10. ↑  Scarisbrick 1997，第506頁.
11. ↑  Biddle 2005，第54頁.
12. ↑  Dent 1981，第172-174頁.
13. 1 2 3 4  Biddle 1961.
14. ↑  Dent 1981，第207-211頁.
15. ↑  Colvin 1982，第205頁.
16. ↑  Dent 1981，第225-226頁.
17. ↑  Dent 1981，第54-71頁.
18. ↑  Dent 1981，第230-233頁.
19. ↑  Dent 1981，第15頁.
20. ↑  Dent 1981，第237頁.